# Liste des gags de Poussy
| N°  | Nom                                 | Auteur | Première publication dans Le Soir ou Spirou                                                          | Album            |
| --- | ----------------------------------- | ------ | --- | ---------------- |
|     | Poussy, le chat                     | Peyo   | Le Soir no 21/49 (22 janvier 1949)                                                                   | Inédit           |
|     | Poussy et le poisson                | Peyo   | Le Soir no 42/49 (12 février 1949)                                                                   | Inédit           |
|     | Poussy et le père Lustucru          | Peyo   | Le Soir no 63/49 (5 mars 1949)                                                                       | Inédit           |
|     | Poussy et son petit                 | Peyo   | Le Soir no 77/49 (19 mars 1949)                                                                      | Inédit           |
|     | Poussy fait un beau rêve            | Peyo   | Le Soir no 105/49 (16 avril 1949)                                                                    | Inédit           |
|     | Poussy et les chiens                | Peyo   | Le Soir no 133/49 (14 mai 1949)                                                                      | Inédit           |
|     | Poussy et la fourrure               | Peyo   | Le Soir no 147/49 (28 mai 1949)                                                                      | Inédit           |
|     | Poussy a de l'ambition              | Peyo   | Le Soir no 175/49 (25 juin 1949)                                                                     | Inédit           |
|     | Poussy et le nid                    | Peyo   | Le Soir no 196/49 (16 juillet 1949)                                                                  | Inédit           |
|     | Poussy n'aime pas le bain           | Peyo   | Le Soir no 217/49 (6 août 1949)                                                                      | Inédit           |
|     | Poussy et le réveille-matin         | Peyo   | Le Soir no 238/49 (27 août 1949)                                                                     | Inédit           |
|     | Poussy et le papier collant         | Peyo   | Le Soir no 245/49 (3 septembre 1949)                                                                 | Inédit           |
|     | Poussy et le homard                 | Peyo   | Le Soir no 280/49 (8 octobre 1949)                                                                   | Inédit           |
|     | Poussy et les bottes de sept lieues | Peyo   | Le Soir no 301/49 (29 octobre 1949)                                                                  | Inédit           |
|     | Poussy et l'aspirateur              | Peyo   | Le Soir no 322/49 (19 novembre 1949)                                                                 | Inédit           |
|     | Poussy est très coquet              | Peyo   | Le Soir no 343/49 (10 décembre 1949)                                                                 | Inédit           |
|     | Poussy et la souris mécanique       | Peyo   | Le Soir no 350/49 (17 décembre 1949)                                                                 | Inédit           |
|     | Poussy et la loupe                  | Peyo   | Le Soir no 364/49 (31 décembre 1949)                                                                 | Inédit           |
|     | Quand Poussy joue avec un ballon    | Peyo   | Le Soir no 27/50 (28 janvier 1950)                                                                   | Inédit           |
|     | Quand Poussy rencontre une souris   | Peyo   | Le Soir no 49/50 (18 février 1950)                                                                   | Inédit           |
|     | Poussy joue au bolide…              | Peyo   | Le Soir no 62/50 (4 mars 1950)                                                                       | Inédit           |
|     | Poussy et le poisson rouge          | Peyo   | Le Soir no 132/50 (13 mai 1950)                                                                      | Inédit           |
|     | Poussy a trop chaud                 | Peyo   | Le Soir no 209/50 (29 juillet 1950)                                                                  | Inédit           |
|     | Poussy se venge                     | Peyo   | Le Soir no 19/51 (20 janvier 1951)                                                                   | Inédit           |
|     | Poussy et le cerf-volant            | Peyo   | Le Soir no 117/51 (28 avril 1951)                                                                    | Inédit           |
|     | Poussy et le pêcheur                | Peyo   | Le Soir no 131/51 (12 mai 1951)                                                                      | Inédit           |
| 1   | Terrain piégé                       | Peyo   | Spirou no 1495 (8 décembre 1966)                                                                     | Ça, c'est Poussy |
| 2   | Sans titre                          | Peyo   | Spirou no 1573 (6 juin 1968)                                                                         | Ça, c'est Poussy |
| 3   | À bon chat…                         | Peyo   | Spirou no 1546 (30 novembre 1967)                                                                    | Poussy Poussa    |
| 4   | Cambriolage inutile                 | Peyo   | Spirou no 1547 (7 décembre 1967)                                                                     | Ça, c'est Poussy |
| 5   | Sans titre                          | Peyo   | Spirou no 1550 (28 décembre 1967)                                                                    | Poussy Poussa    |
| 6   | Les Poussins                        | Peyo   | Spirou no 1569 (9 mai 1968)                                                                          | Poussy Poussa    |
| 7   | Un gros morceau                     | Peyo   | Spirou no 1551 (4 janvier 1968)                                                                      | Ça, c'est Poussy |
| 8   | Sans titre                          | Peyo   | Spirou no 1553 (18 janvier 1968)                                                                     | Poussy Poussa    |
| 9   | L'Apprenti coiffeur                 | Peyo   | Spirou no 1635 (14 août 1969)                                                                        | Poussy Poussa    |
| 10  | Coquetterie déçue                   | Peyo   | Spirou no 1561 (14 mars 1968) (en France) Spirou no 1566 (18 avril 1968) (en Belgique)               | Poussy Poussa    |
| 11  | Un parfum appétissant               | Peyo   | Spirou no 1552 (11 janvier 1968)                                                                     | Faut pas Poussy  |
| 12  | Chat de garde                       | Peyo   | Spirou no 1563 (28 mars 1968)                                                                        | Poussy Poussa    |
| 13  | Bal masqué                          | Peyo   | Spirou no 1503 (2 février 1967)                                                                      | Faut pas Poussy  |
| 14  | Le Somnambule                       | Peyo   | Spirou no 1498 (29 décembre 1966)                                                                    | Poussy Poussa    |
| 15  | Une savante préparation             | Peyo   | Spirou no 1499 (5 janvier 1967)                                                                      | Ça, c'est Poussy |
| 16  | Sans titre                          | Peyo   | Spirou no 1654 (25 décembre 1969)                                                                    | Faut pas Poussy  |
| 17  | Une flaque accusatrice              | Peyo   | Spirou no 1554 (25 janvier 1968)                                                                     | Ça, c'est Poussy |
| 18  | Sports d'hiver                      | Peyo   | Spirou no 1601 (19 décembre 1968)                                                                    | Poussy Poussa    |
| 19  | Sans titre                          | Peyo   | Spirou no 1570 (16 mai 1968) (en France) Spirou no 1585 (29 août 1968) (en Belgique)                 | Faut pas Poussy  |
| 20  | Le Biberon                          | Peyo   | Spirou no 1567 (25 avril 1968)                                                                       | Ça, c'est Poussy |
| 21  | La Raison du plus fort              | Peyo   | Spirou no 1578 (11 juillet 1968)                                                                     | Ça, c'est Poussy |
| 22  | Un larcin léger                     | Peyo   | Spirou no 1574 (13 juin 1968)                                                                        | Ça, c'est Poussy |
| 23  | Coexistence pacifique               | Peyo   | Spirou no 1500 (12 janvier 1967)                                                                     | Ça, c'est Poussy |
| 24  | Le Vieux Phono                      | Peyo   | Spirou no 1514 (20 avril 1967)                                                                       | Faut pas Poussy  |
| 25  | Le Photographe au château           | Peyo   | Inédit                                                                                               | Faut pas Poussy  |
| 26  | Sans titre                          | Peyo   | Spirou no 1555 (1er février 1968)                                                                    | Inédit           |
| 27  | Sans titre                          | Peyo   | Spirou no 1580 (25 juillet 1968)                                                                     | Faut pas Poussy  |
| 28  | Un mauvais abri                     | Peyo   | Spirou no 1571 (23 mai 1968)                                                                         | Ça, c'est Poussy |
| 29  | Démonstration affectueuse           | Peyo   | Spirou no 1512 (6 avril 1967)                                                                        | Ça, c'est Poussy |
| 30  | Premier avril                       | Peyo   | Spirou no 1510 (23 mars 1967)                                                                        | Faut pas Poussy  |
| 31  | Un bon défenseur                    | Peyo   | Spirou no 1494 (1er décembre 1966)                                                                   | Poussy Poussa    |
| 32  | Sans titre                          | Peyo   | Spirou no 1631 (17 juillet 1969)                                                                     | Inédit           |
| 33  | Chant pour chant                    | Peyo   | Spirou no 1586 (5 septembre 1968)                                                                    | Faut pas Poussy  |
| 34  | Sans titre                          | Peyo   | Spirou no 1583 (15 août 1968)                                                                        | Faut pas Poussy  |
| 35  | Sérénade                            | Peyo   | Spirou no 1509 (16 mars 1967)                                                                        | Ça, c'est Poussy |
| 36  | Le Porte-malheur                    | Peyo   | Spirou no 1582 (8 août 1968)                                                                         | Faut pas Poussy  |
| 37  | Encore le cambrioleur               | Peyo   | Spirou no 1589 (26 septembre 1968)                                                                   | Poussy Poussa    |
| 38  | Conscience de chat                  | Peyo   | Spirou no 1508 (9 mars 1967)                                                                         | Poussy Poussa    |
| 39  | Admirateur intéressé                | Peyo   | Spirou no 1564 (4 avril 1968)                                                                        | Poussy Poussa    |
| 40  | Le Dernier recours                  | Peyo   | Spirou no 1590 (3 octobre 1968)                                                                      | Poussy Poussa    |
| 41  | Les Coups de sonnette               | Peyo   | Spirou no 1506 (23 février 1967)                                                                     | Ça, c'est Poussy |
| 42  | La Saucisse qui fait boum           | Peyo   | Spirou no 1587 (12 septembre 1968)                                                                   | Ça, c'est Poussy |
| 43  | Bagarre                             | Peyo   | Spirou no 1595 (7 novembre 1968)                                                                     | Ça, c'est Poussy |
| 44  | Manque d'appétit                    | Peyo   | Spirou no 1596 (14 novembre 1968)                                                                    | Poussy Poussa    |
| 45  | Sans titre                          | Peyo   | Spirou no 1501 (19 janvier 1967)                                                                     | Ça, c'est Poussy |
| 46  | Sans titre                          | Peyo   | Spirou no 1593 (24 octobre 1968)                                                                     | Inédit           |
| 47  | Sans titre                          | Peyo   | Spirou no 1592 (17 octobre 1968)                                                                     | Poussy Poussa    |
| 48  | Sans titre                          | Peyo   | Spirou no 1591 (10 octobre 1968)                                                                     | Ça, c'est Poussy |
| 49  | Le Four                             | Peyo   | Spirou no 1594 (31 octobre 1968)                                                                     | Ça, c'est Poussy |
| 50  | Le Négatif                          | Peyo   | Spirou no 1507 (2 mars 1967)                                                                         | Faut pas Poussy  |
| 51  | En promenade                        | Peyo   | Spirou no 1607 (30 janvier 1969)                                                                     | Faut pas Poussy  |
| 52  | Dans le bocal                       | Peyo   | Spirou no 1493 (24 novembre 1966)                                                                    | Faut pas Poussy  |
| 53  | Ignominieusement chassé             | Peyo   | Spirou no 1598 (28 novembre 1968)                                                                    | Faut pas Poussy  |
| 54  | Dans la rue                         | Peyo   | Spirou no 1505 (16 février 1967)                                                                     | Faut pas Poussy  |
| 55  | Les Pépiements                      | Peyo   | Spirou no 1492 (17 novembre 1966)                                                                    | Ça, c'est Poussy |
| 56  | Sans titre                          | Peyo   | Spirou no 1600 (12 décembre 1968)                                                                    | Inédit           |
| 57  | Le Coussin                          | Peyo   | Spirou no 1491 (10 novembre 1966)                                                                    | Ça, c'est Poussy |
| 58  | L'Ennuyeux ruban                    | Peyo   | Spirou no 1504 (9 novembre 1967)                                                                     | Ça, c'est Poussy |
| 59  | Il n'y mit pas la patte…            | Peyo   | Spirou no 1515 (27 avril 1967)                                                                       | Faut pas Poussy  |
| 60  | Coups de griffe                     | Peyo   | Spirou no 1516 (4 mai 1967)                                                                          | Faut pas Poussy  |
| 61  | Politesse                           | Peyo   | Spirou no 1517 (11 mai 1967)                                                                         | Poussy Poussa    |
| 62  | Mauvais temps                       | Peyo   | Inédit                                                                                               | Ça, c'est Poussy |
| 63  | Commentaires flatteurs              | Peyo   | Spirou no 1518 (18 mai 1967)                                                                         | Ça, c'est Poussy |
| 64  | Sans titre                          | Peyo   | Spirou no 1604 (9 janvier 1969)                                                                      | Inédit           |
| 65  | La Casserole                        | Peyo   | Inédit                                                                                               | Ça, c'est Poussy |
| 66  | La Piège                            | Peyo   | Inédit                                                                                               | Poussy Poussa    |
| 67  | La Crèche                           | Peyo   | Inédit                                                                                               | Faut pas Poussy  |
| 68  | Sans titre                          | Peyo   | Spirou no 1603 (2 janvier 1969)                                                                      | Poussy Poussa    |
| 69  | Rongeur inattendu                   | Peyo   | Spirou no 1519 (25 mai 1967)                                                                         | Poussy Poussa    |
| 70  | Les Brise-tout                      | Peyo   | Spirou no 1606 (23 janvier 1969)                                                                     | Faut pas Poussy  |
| 71  | Autre poursuite                     | Peyo   | Spirou no 1599 (5 décembre 1968)                                                                     | Poussy Poussa    |
| 72  | Sans titre                          | Peyo   | Spirou no 1520 (1er juin 1967)                                                                       | Poussy Poussa    |
| 73  | Le Restaurant                       | Peyo   | Spirou no 1556 (8 février 1968)                                                                      | Poussy Poussa    |
| 74  | Faits de guerre                     | Peyo   | Spirou no 1629 (3 juillet 1969)                                                                      | Poussy Poussa    |
| 75  | La Photo difficile                  | Peyo   | Spirou no 1579 (18 juillet 1968)                                                                     | Ça, c'est Poussy |
| 76  | Sans titre                          | Peyo   | Spirou no 1588 (19 septembre 1968)                                                                   | Faut pas Poussy  |
| 77  | Vieux proverbe                      | Peyo   | Spirou no 1608 (6 février 1969)                                                                      | Poussy Poussa    |
| 78  | Récital de violon                   | Peyo   | Spirou no 1613 (13 mars 1969)                                                                        | Faut pas Poussy  |
| 79  | Dérapage incontrôlé                 | Peyo   | Spirou no 1521 (8 juin 1967)                                                                         | Ça, c'est Poussy |
| 80  | Prenons des forces                  | Peyo   | Spirou no 1614 (20 mars 1969)                                                                        | Poussy Poussa    |
| 80  | Sans titre                          | Peyo   | Spirou no 1666 (19 mars 1970)                                                                        | Inédit           |
| 81  | Les Piqûres                         | Peyo   | Spirou no 1522 (15 juin 1967)                                                                        | Ça, c'est Poussy |
| 82  | Le Don des langues                  | Peyo   | Spirou no 1619 (24 avril 1969)                                                                       | Ça, c'est Poussy |
| 83  | Esprit d'imitation                  | Peyo   | Spirou no 1558 (22 février 1968)                                                                     | Ça, c'est Poussy |
| 84  | Deux poids, deux mesures            | Peyo   | Inédit                                                                                               | Poussy Poussa    |
| 85  | Le Cambrioleur                      | Peyo   | Spirou no 1523 (22 juin 1967)                                                                        | Poussy Poussa    |
| 86  | Poursuite acharnée                  | Peyo   | Spirou no 1618 (17 avril 1969)                                                                       | Poussy Poussa    |
| 87  | Plaisirs de la foire                | Peyo   | Spirou no 1620 (1er mai 1969)                                                                        | Ça, c'est Poussy |
| 88  | Entrée interdite                    | Peyo   | Spirou no 1742 (2 septembre 1971)                                                                    | Faut pas Poussy  |
| 89  | L'Automate                          | Peyo   | Spirou no 1524 (29 juin 1967)                                                                        | Poussy Poussa    |
| 90  | Sans titre                          | Peyo   | Inédit                                                                                               | Inédit           |
| 91  | Art figuratif                       | Peyo   | Spirou no 1621 (8 mai 1969)                                                                          | Poussy Poussa    |
| 92  | Soirée costumée                     | Peyo   | Spirou no 1568 (2 mai 1968)                                                                          | Faut pas Poussy  |
| 93  | Raideur                             | Peyo   | Spirou no 1496 (15 décembre 1966)                                                                    | Ça, c'est Poussy |
| 94  | Sans titre                          | Peyo   | Spirou no 1534 (7 septembre 1967)                                                                    | Inédit           |
| 95  | Le Retour du pêcheur                | Peyo   | Spirou no 1685 (30 juillet 1970)                                                                     | Faut pas Poussy  |
| 96  | La Tête de poisson                  | Peyo   | Spirou no 1665 (12 mars 1970)                                                                        | Faut pas Poussy  |
| 97  | Suprême indifférence                | Peyo   | Spirou no 1502 (26 janvier 1967)                                                                     | Ça, c'est Poussy |
| 98  | Une bonne cachette                  | Peyo   | Spirou no 1525 (6 juillet 1967)                                                                      | Ça, c'est Poussy |
| 99  | Refroidissement                     | Peyo   | Spirou no 2006 (23 septembre 1976)                                                                   | Poussy Poussa    |
| 100 | Poursuite interrompue               | Peyo   | Spirou no 2003 (2 septembre 1976)                                                                    | Ça, c'est Poussy |
| 101 | Sans titre                          | Peyo   | Spirou no 1677 (4 juin 1970)                                                                         | Poussy Poussa    |
| 102 | Une belle fin                       | Peyo   | Spirou no 1526 (13 juillet 1967)                                                                     | Ça, c'est Poussy |
| 103 | Sans titre                          | Peyo   | Spirou no 1527 (20 juillet 1967)                                                                     | Poussy Poussa    |
| 104 | Propreté exagérée                   | Peyo   | Spirou no 1676 (28 mai 1970)                                                                         | Poussy Poussa    |
| 105 | Sans titre                          | Peyo   | Spirou no 1528 (27 juillet 1967)                                                                     | Poussy Poussa    |
| 106 | Tirons la langue                    | Peyo   | Spirou no 1529 (3 août 1967)                                                                         | Poussy Poussa    |
| 107 | Le Tube de lait                     | Peyo   | Spirou no 1632 (24 juillet 1969) (en noir et blanc) Spirou no 1745 (23 septembre 1971) (en couleurs) | Ça, c'est Poussy |
| 108 | Livraison à domicile                | Peyo   | Spirou no 1531 (17 août 1967)                                                                        | Ça, c'est Poussy |
| 109 | Instant de réflexion                | Peyo   | Spirou no 1637 (28 août 1969) (en noir et blanc) Spirou no 2002 (26 août 1976) (en couleurs)         | Ça, c'est Poussy |
| 110 | L'Accident                          | Peyo   | Spirou no 1532 (24 août 1967)                                                                        | Ça, c'est Poussy |
| 111 | Sans titre                          | Peyo   | Spirou no 1662 (19 février 1970)                                                                     | Inédit           |
| 112 | Mauvais remède                      | Peyo   | Spirou no 1533 (31 août 1967)                                                                        | Poussy Poussa    |
| 113 | Le Refuge                           | Peyo   | Spirou no 1656 (8 janvier 1970)                                                                      | Poussy Poussa    |
| 114 | Un grand félin                      | Peyo   | Spirou no 1634 (7 août 1969)                                                                         | Faut pas Poussy  |
| 115 | La larme à l'œil                    | Peyo   | Spirou no 1497 (22 décembre 1966)                                                                    | Faut pas Poussy  |
| 116 | Temps pluvieux                      | Peyo   | Spirou no 1624 (29 mai 1969)                                                                         | Ça, c'est Poussy |
| 117 | Le Mélomane                         | Peyo   | Inédit                                                                                               | Faut pas Poussy  |
| 118 | Bruit dans le grenier               | Peyo   | Spirou no 1664 (5 mars 1970)                                                                         | Poussy Poussa    |
| 119 | Terreur dans la rue                 | Peyo   | Spirou no 1453 (17 février 1966)                                                                     | Poussy Poussa    |
| 120 | L'Esprit de Noël                    | Peyo   | Inédit                                                                                               | Faut pas Poussy  |
| 121 | Sans titre                          | Peyo   | Spirou no 1707 (31 décembre 1970)                                                                    | Inédit           |
| 122 | Le Repas du vendredi                | Peyo   | Spirou no 1443 (9 décembre 1965)                                                                     | Faut pas Poussy  |
| 123 | Réchauffer ceux qui ont froid       | Peyo   | Spirou no 1597 (21 novembre 1968)                                                                    | Poussy Poussa    |
| 124 | Un fumet odorant                    | Peyo   | Spirou no 1450 (27 janvier 1966)                                                                     | Faut pas Poussy  |
| 125 | Belle prestance                     | Peyo   | Spirou no 1557 (15 février 1968)                                                                     | Faut pas Poussy  |
| 126 | Un défi audacieux                   | Peyo   | Spirou no 1543 (9 novembre 1967)                                                                     | Ça, c'est Poussy |
| 127 | La Bonne adresse                    | Peyo   | Spirou no 1559 (28 février 1968)                                                                     | Poussy Poussa    |
| 128 | Peur de l'eau                       | Peyo   | Spirou no 1452 (10 février 1966)                                                                     | Faut pas Poussy  |
| 129 | Il y a vol et vol                   | Peyo   | Spirou no 1648 (13 novembre 1969)                                                                    | Poussy Poussa    |
| 130 | Bouderie                            | Peyo   | Spirou no 1645 (23 octobre 1969)                                                                     | Poussy Poussa    |
| 131 | Le Dompteur                         | Peyo   | Spirou no 1689 (27 août 1970)                                                                        | Faut pas Poussy  |
| 132 | Avant la correction                 | Peyo   | Spirou no 1448 (13 janvier 1966)                                                                     | Poussy Poussa    |
| 133 | Une chute douloureuse               | Peyo   | Spirou no 1670 (16 avril 1970)                                                                       | Ça, c'est Poussy |
| 134 | Sans titre                          | Peyo   | Spirou no 1667 (26 mars 1970)                                                                        | Ça, c'est Poussy |
| 135 | Le Cuistot                          | Peyo   | Spirou no 1713 (11 février 1971)                                                                     | Faut pas Poussy  |
| 136 | Le Protecteur                       | Peyo   | Spirou no 1449 (20 janvier 1966)                                                                     | Poussy Poussa    |
| 137 | Départ en vacances                  | Peyo   | Spirou no 1678 (11 juin 1970, version française) Spirou no 1710 (21 janvier 1971, version belge)     | Faut pas Poussy  |
| 138 | Question de goût                    | Peyo   | Spirou no 1636 (21 août 1969)                                                                        | Ça, c'est Poussy |
| 139 | Victime de la mécanisation          | Peyo   | Spirou no 1444 (16 décembre 1965)                                                                    | Poussy Poussa    |
| 140 | Termes choisis                      | Peyo   | Spirou no 1451 (3 février 1966)                                                                      | Faut pas Poussy  |
| 141 | Bonne pêche                         | Peyo   | Spirou no 1460 (7 avril 1966)                                                                        | Faut pas Poussy  |
| 142 | Météo                               | Peyo   | Spirou no 1464 (5 mai 1966)                                                                          | Ça, c'est Poussy |
| 143 | Coups de chaussure                  | Peyo   | Spirou no 1465 (12 mai 1966)                                                                         | Poussy Poussa    |
| 144 | La Vase de tante Gertrude           | Peyo   | Spirou no 1462 (21 avril 1966)                                                                       | Faut pas Poussy  |
| 145 | Un chat qui vole                    | Peyo   | Spirou no 1458 (24 mars 1966)                                                                        | Poussy Poussa    |
| 146 | Prudent camouflage                  | Peyo   | Inédit                                                                                               | Faut pas Poussy  |
| 147 | Le Nid                              | Peyo   | Spirou no 1630 (10 juillet 1969)                                                                     | Ça, c'est Poussy |
| 148 | Une publicité efficace              | Peyo   | Spirou no 1605 (16 janvier 1969)                                                                     | Ça, c'est Poussy |
| 149 | Sans titre                          | Peyo   | Spirou no 1461 (14 avril 1966)                                                                       | Faut pas Poussy  |
| 150 | Soins de santé                      | Peyo   | Spirou no 1467 (26 mai 1966)                                                                         | Poussy Poussa    |
| 151 | Le Marron                           | Peyo   | Spirou no 1641 (25 septembre 1969)                                                                   | Faut pas Poussy  |
| 152 | Cuisine de campagne                 | Peyo   | Spirou no 1672 (30 avril 1970)                                                                       | Faut pas Poussy  |
| 153 | Odeur de rôti                       | Peyo   | Spirou no 1544 (16 novembre 1967)                                                                    | Ça, c'est Poussy |
| 153 | Sans titre                          | Peyo   | Spirou no 1683 (16 juillet 1970)                                                                     | Inédit           |
| 154 | Chez le peintre                     | Peyo   | Spirou no 1466 (19 mai 1966)                                                                         | Poussy Poussa    |
| 155 | La Grenouille                       | Peyo   | Spirou no 1622 (15 mai 1969)                                                                         | Poussy Poussa    |
| 156 | La Empreintes                       | Peyo   | Spirou no 1644 (16 octobre 1969)                                                                     | Ça, c'est Poussy |
| 157 | Leçon de judo                       | Peyo   | Spirou no 1463 (28 avril 1966)                                                                       | Faut pas Poussy  |
| 158 | Avertissement au visiteur           | Peyo   | Spirou no 1454 (24 février 1966)                                                                     | Faut pas Poussy  |
| 159 | Bonne prise                         | Peyo   | Spirou no 1470 (16 juin 1966)                                                                        | Faut pas Poussy  |
| 160 | La Pipe                             | Peyo   | Spirou no 1626 (12 juin 1969)                                                                        | Faut pas Poussy  |
| 161 | Le beau poisson                     | Peyo   | Spirou no 1535 (14 septembre 1967)                                                                   | Faut pas Poussy  |
| 162 | La Cage                             | Peyo   | Spirou no 1471 (23 juin 1966)                                                                        | Faut pas Poussy  |
| 163 | Le Léopard                          | Peyo   | Spirou no 1472 (30 juin 1966)                                                                        | Poussy Poussa    |
| 164 | Affichage                           | Peyo   | Spirou no 1483 (15 septembre 1966)                                                                   | Ça, c'est Poussy |
| 165 | Raid sur l'aquarium                 | Peyo   | Spirou no 1478 (11 août 1966)                                                                        | Faut pas Poussy  |
| 166 | Longue cuisson                      | Peyo   | Spirou no 1473 (7 juillet 1966)                                                                      | Faut pas Poussy  |
| 167 | Sans titre                          | Peyo   | Spirou no 1653 (18 décembre 1969)                                                                    | Inédit           |
| 168 | Sans titre                          | Peyo   | Spirou no 1474 (14 juillet 1966)                                                                     | Inédit           |
| 169 | Bruyants cadeaux                    | Peyo   | Spirou no 1652 (11 décembre 1969)                                                                    | Faut pas Poussy  |
| 170 | Les Vœux du charcutier              | Peyo   | Spirou no 1446 (30 décembre 1965)                                                                    | Poussy Poussa    |
| 171 | Sans titre                          | Peyo   | Spirou no 1625 (5 juin 1969)                                                                         | Faut pas Poussy  |
| 172 | Protection des animaux              | Peyo   | Spirou no 1482 (8 septembre 1966)                                                                    | Ça, c'est Poussy |
| 173 | Aide-mémoire                        | Peyo   | Spirou no 1690 (3 septembre 1970)                                                                    | Faut pas Poussy  |
| 174 | Les Risques du métier               | Peyo   | Spirou no 1442 (2 décembre 1965)                                                                     | Poussy Poussa    |
| 175 | Les Farceurs                        | Peyo   | Spirou no 1642 (2 octobre 1969)                                                                      | Poussy Poussa    |
| 176 | Sans titre                          | Peyo   | Spirou no 1475 (21 juillet 1966)                                                                     | Ça, c'est Poussy |
| 177 | Coup de sonnette                    | Peyo   | Spirou no 1684 (23 juillet 1970)                                                                     | Poussy Poussa    |
| 178 | Tenue de chasse                     | Peyo   | Spirou no 1476 (28 juillet 1966)                                                                     | Faut pas Poussy  |
| 179 | Le Rêve                             | Peyo   | Spirou no 1485 (29 septembre 1966)                                                                   | Ça, c'est Poussy |
| 180 | L'Exposition                        | Peyo   | Spirou no 1997 (22 juillet 1976)                                                                     | Ça, c'est Poussy |
| 181 | Une cloche sonne, sonne…            | Peyo   | Spirou no 1459 (31 mars 1966)                                                                        | Ça, c'est Poussy |
| 182 | Colis gastronomique                 | Peyo   | Spirou no 1511 (30 mars 1967)                                                                        | Ça, c'est Poussy |
| 183 | Peur de l'eau                       | Peyo   | Spirou no 1675 (21 mai 1970)                                                                         | Poussy Poussa    |
| 184 | Zoologie                            | Peyo   | Spirou no 1671 (23 avril 1970)                                                                       | Faut pas Poussy  |
| 185 | Coucou !                            | Peyo   | Spirou no 1480 (25 août 1966)                                                                        | Ça, c'est Poussy |
| 186 | Tour de magie                       | Peyo   | Spirou no 1457 (17 mars 1966)                                                                        | Faut pas Poussy  |
| 187 | Appétissants meuglements            | Peyo   | Spirou no 1560 (7 mars 1968)                                                                         | Ça, c'est Poussy |
| 188 | Le Vilain                           | Peyo   | Spirou no 1640 (18 septembre 1969)                                                                   | Ça, c'est Poussy |
| 189 | Sans titre                          | Peyo   | Spirou no 1681 (2 juillet 1970)                                                                      | Ça, c'est Poussy |
| 190 | Made in Japan                       | Peyo   | Inédit                                                                                               | Poussy Poussa    |
| 191 | Histoire de pêcheur                 | Peyo   | Spirou no 1477 (4 août 1966)                                                                         | Faut pas Poussy  |
| 192 | Le Fortifiant                       | Peyo   | Spirou no 1439 (11 novembre 1965)                                                                    | Ça, c'est Poussy |
| 193 | À la plage                          | Peyo   | Spirou no 1469 (9 juin 1966)                                                                         | Faut pas Poussy  |
| 194 | erreur d'étiquette                  | Peyo   | Spirou no 1658 (22 janvier 1970)                                                                     | Ça, c'est Poussy |
| 195 | Sans titre                          | Peyo   | Spirou no 1693 (24 septembre 1970)                                                                   | Faut pas Poussy  |

## Source
- Peyo, Poussy : L'Intégrale, Italie, Dupuis, octobre 2014 (ISBN 978-2-8001-6097-9).